# Cormocephalus gervaisianus
Cormocephalus gervaisianus är en mångfotingart som först beskrevs av Carl Ludwig Koch 1841.  Cormocephalus gervaisianus ingår i släktet Cormocephalus och familjen Scolopendridae. Inga underarter finns listade i Catalogue of Life.